# 史萬歲

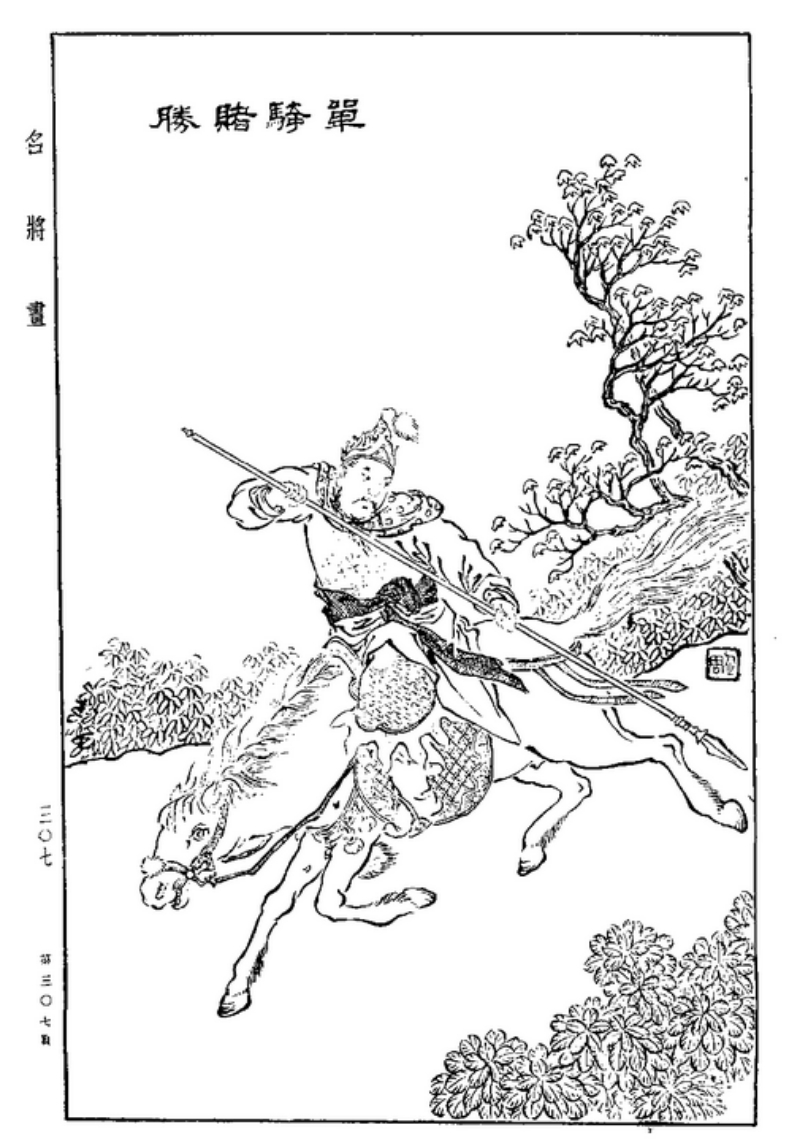
史萬歲

史萬歲（549年—600年11月20日），京兆杜陵人，隋朝軍事家，祖父史归，北魏原州刺史、灵武郡公。父親是史靜，曾經擔任北周的泾州总管、原兰河渭等六州刺史，封太平县公，家族世代為將。他有一個兒子叫史懷義。

## 生平
史萬歲從小就喜歡騎馬射箭，與研讀兵書，並非常熟練。保定四年（564年），史萬歲15歲時，北齊與北周爆發邙山之戰，他跟著父親從軍，他觀察北周軍隊的旗鼓，便叫人換裝撤退，後來北周果然戰敗，父親就對他刮目相看。而到了建德六年（577年）的北周滅北齊之戰，父親史靜戰死，史萬歲因為是忠臣之子而被任命為開府儀同三司，並繼承父親的太平縣公爵位。
大象二年（580年）五月，尉遲迥因不滿楊堅的專政，出兵反楊。史萬歲跟隨梁士彥的軍隊去攻打尉遲迥，當軍隊到了馮彥時，有一群雁子飛來，史萬歲跟梁士彥說他會射中第三隻，後來果然射中了，讓軍隊都對他非常的信任。之後跟尉遲迥軍隊作戰時，史萬歲每場戰鬥都在最前線。並在鄴城一個人砍殺了數十名敵軍士兵。後來尉遲迥兵敗之後，史萬歲因為戰功而被任命為大將軍。
隋朝開皇初年，大將軍尒朱勣因為謀反而被殺，史萬歲因為與前者交情不錯而被拖累，官職被罷免，發配到敦煌擔任士兵。他的長官也相當勇猛，常常一個人騎馬衝進突厥的軍隊之中，並有所斬獲，突厥不是他的對手。但是他非常自負，常常辱罵史萬歲。史萬歲很不高兴，卻自己說他也能跟長官一樣勇猛。長官就命令他表演騎馬射箭，史萬歲笑著說，「我一定可以作到的」，拿了弓箭與馬匹就往突厥軍隊衝去，搶得許多家畜。他的長官終於相信他，並且每次都帶他同行，常常深入突厥數百里，名聲響遍北方。開皇三年（583年）隋朝派竇榮定攻擊突厥阿波可汗，史萬歲自行向竇榮定毛遂自薦，竇榮定因為久聞其名，所以非常開心，派使者去跟突厥說，各派一個戰士來單挑決勝負。阿波可汗答應了，並派遣一個騎士來挑戰，竇榮定派史萬歲去迎擊，史萬歲擊敗對手之後斬下他的頭帶回來，突厥也因此退兵。史萬歲也因此被任命為上儀同兼任車騎將軍。在開皇九年（589年）隋滅陳之戰中，又因戰功加職為上開府。
開皇十年（590年），高智慧、沈玄儈等人在江南叛亂，史萬歲以行軍總管的職務跟隨楊素去作戰。史萬歲在東陽與楊素分開，自行帶兵作戰，之後700多場戰鬥之中，行軍超過千里，有一百天沒有消息，大家都以為他戰死了。史萬歲就將書信放置在竹筒之中，放入水中，有人撿到之後將消息告訴楊素，楊素聽到了就高興地向皇帝報告。隋文帝知道了之後讚嘆不已，後來戰事結束後，史萬歲因戰功而被封為左領軍將軍。
南寧的羌族領袖爨翫歸降隋朝，被任命為昆州刺史，但是後來又叛變。開皇十七年（597年），隋文帝派史萬歲以行軍總管的職務去攻打爨翫。他從蜻蛉川進入南寧，經過弄凍、小勃弄、大勃弄而到達南中。爨翫軍隊雖然都佔據險要的位置，卻依然被史萬歲一一擊破。史萬歲行軍數百里發現了諸葛亮討伐孟獲後所立之記功碑，碑的背面寫：「萬歲之後，勝我者過此。」史萬歲不敢超越諸葛亮，於是命令手下將其碑翻倒之後繼續前進。渡過了西二河，進入渠濫川，行軍了一千多里，擊敗了30多支爨翫的軍隊。爨翫於是派遣使者談判，送上許多明珠寶物，並刻石碑讚頌隋朝。史萬歲上書希望讓爨翫一起回到首都，皇帝也答應他。但是爨翫有所企圖，並不想前往，於是就以財寶賄賂史萬歲，史萬歲就放棄爨翫自行回到長安。蜀王楊秀當時在益州，知道史萬歲接受賄賂的事情，就派人去搜查。史萬歲知道之後就將收到的賄賂物全部丟到江中，讓去搜查的人沒有找到。史萬歲因為擊敗爨翫而被任命為柱國。晉王楊廣非常敬佩他，並對待他如同好朋友一樣，隋文帝知道了之後就命令史萬歲負責晉王府的安全。
隔年（598年），爨翫再度叛變，蜀王楊秀報告隋文帝說史萬歲接受賄賂而放走爨翫的事情。隋文帝下令徹查，調查結果證明確實有收賄，而這樣的罪名應該會被處死。隋文帝責罵史萬歲，史萬歲則回答說：「我將爨翫留在當地，是因為害怕當地會有亂事，將他留在那邊可以幫忙。我回京城已經到了瀘水才收到下令帶爨翫上京的詔書，所以因為這樣而沒有帶他上京，而不是接受賄賂。」隋文帝認為史萬歲有意要欺騙他，非常生氣，跟負責的官員說要殺了他。史萬歲聽了就下跪磕頭認罪求饒，左僕射高熲與左卫大将军元旻等人則跟隋文帝求情說「史萬歲每次作戰時都身先士卒，是個很好的軍事將領。」隋文帝於是決定不殺他，而是除去他的官位。過了一年多才恢復官位。後來又任命他為河州刺史並兼任行軍總管來防禦突厥。

史萬歲畫像

開皇二十年（600年），突厥達頭可汗帶軍隊進攻隋朝邊境，隋文帝下令晉王楊廣與楊素從靈武道出兵，漢王楊諒與史萬歲從馬邑道出兵，圍攻達頭可汗。史萬歲率領柱國張定和、大將軍李藥王與楊義臣等人離開邊界，行軍到大斤山時遇到達頭可汗的軍隊，達頭可汗派遣使者問隋軍說，「你們軍隊的統帥是誰？」，士兵回答說「是史萬歲」，突厥又問說，「是當年那個敦煌的士兵嗎？」，隋軍回答說「是的」。達頭可汗聽到之後就退兵。史萬歲追了100多里才追上突厥軍隊，並且成功的擊敗突厥軍隊，將他們往北方驅逐數百里才回兵。楊素忌妒史萬歲的戰功，就跟隋文帝報告說，「突厥並沒有敵意，他們是為了到我們邊境附近畜牧而靠近邊境的。」因此就隱瞞了史萬歲的戰功。史萬歲數次上書給皇帝，但是皇帝都不管。
有一次隋文帝剛從仁壽宮回到京城，而且剛剛廢了皇太子楊勇，所以很怕楊勇的黨羽會叛變。皇帝問人說史萬歲在哪邊，雖然史萬歲正在朝廷，但楊素知道皇帝不喜歡楊勇，就故意說「史萬歲正在與楊勇會面」來使皇帝生氣。皇帝以為是真的，就下令傳喚史萬歲。當時史萬歲的士兵有數百人因為沒有戰功而覺得很冤枉，史萬歲跟他們說：「我今天面見皇帝時要為你們請功。」到了見到隋文帝時，跟他說將士都有戰功，卻被朝廷所忽視，語氣強烈，讓皇帝很不高興，皇帝一怒之下就下令殺了他。後來後悔莫及，只好下詔指責史萬歲的罪狀。

## 家族
- 祖父史归，魏骠骑将军、陇西道都督、原州刺史、灵武郡开国公。
- 父親史靜，（?-577年），北周忠臣，爵太平縣公。
- 弟弟史万寿，隋朝左领军卫将军。有子史怀俭。
- 弟弟史万宝，唐朝开国功臣，封爵原国公，谥号肃。有子史怀训。
- 子：史懷義。

## 外部連結
[在维基数据编辑]
 《北史·卷073》，出自李延壽《北史》
 《隋書·卷53》，出自魏徵《隋书》
 在维基共享资源阅览影像